# Long John Baldry
Long John Baldry (Haddon, Derbyshire, Inglaterra, 12 de janeiro de 1941 — Vancouver, 21 de julho de 2005) foi um músico de blues.
Batizado John William Baldry, ele chegaria à altura de 2,01 metros, o que lhe rendeu o apelido "Long" ("Comprido", "Grande"). Abençoado com uma voz rica e profunda, ele foi um dos primeiros vocalistas britânicos a cantar música blues. No começo dos anos 60 ele participou da banda Blues Incorporeted, com a qual gravou o primeiro álbum de blues inglês em 1962. Popular no circuito de clubes londrinos, Baldry começou a gravar com uma banda chamada Bluesology [en], alcançando o sucesso com gravações como "Let the Heartaches Begin" e "Mexico". Na formação desta banda, entre 1964 e 1967, estava também Reginald Kenneth Dwight que, depois de sair do grupo, iniciou sua carreira de quase cinco décadas de sucesso, despontando a partir do final da década de 60 como o consagrado Elton John.
Baldry continuou a gravar durante os anos 70 e 80, fazendo também a dublagem em comerciais de TV e em desenhos animados.
Depois de morar em Nova York por algum tempo, em 1978 Baldry mudou-se para o Canadá, onde tornaria-se um cidadão honorário. Ele continuou a gravar e a viajar em turnês durante os anos 90 e 2000, contando com o apoio fiel de seu séquito de fãs.
Após um longo tempo doente, Baldry morreu aos 64 anos em um hospital em Vancouver, vítima de infecção pulmonar.

## Discografia parcial
- Long John's Blues (1964)
- Looking at Long John (1966)
- Let the Heartaches Begin (1968)
- Let There Be Long John (1968)
- Wait For M (1969)
- It Ain't Easy  (1971)
- Everything Stops for Tea (1972)
- Heartaches (Golden Hour)  (1974)
- Silent Treatment  (1986)
- Let The Heartaches Begin  (1988)
- Beat Goes On  (1990)
- It Still Ain't Easy  (1991)
- Long John Baldry-On Stage Tonight  (1993)
- A Thrill's a Thrill: The Canadian Years  (1995)
- Right To Sing The Blues  (1997)
- Long John Baldry Trio-Live  (2000)
- Remembering Leadbelly  (2002)